# Ефимов, Иван Иванович (главный кондуктор)
Ива́н Ива́нович Ефи́мов (1919 — ?) — главный кондуктор колонны паровозов особого резерва № 46 Народного комиссариата путей сообщения, Герой Социалистического Труда (1943).

## Биография
Родился 3 июля 1919 года в посёлке Волот Старорусского уезда в семье железнодорожника. Русский.
Начал трудовой путь в 1933 году учеником в хлебопекарне. В 1936 году поступил на железную дорогу, окончил курсы дежурных по станции, работал дежурным по станции Волот, а с октября 1938 года — начальником железнодорожной станции Тулебля.
В 1939—1942 годах находился на военной службе, участник Великой Отечественной войны, младший сержант, командир пулемётного расчёта. С 1942 года вновь на железнодорожном транспорте, работал кондуктором, главным кондуктором в поездных бригадах грузовых и пассажирских составов военного назначения, неоднократно был под бомбардировками, принимал участие в тушении пожаров, получал ожоги и травмы. Дважды попадал на излечение в госпиталь.
После войны продолжал работать по специальности, занимая должности инспектора колонны, помощника начальника отделения, старшего диспетчера, заместителя начальника отдела эксплуатации.
Награждён государственными и ведомственными наградами — двумя орденами Ленина, медалями; знаком «Почётный железнодорожник».

## Трудовой подвиг
Указом Президиума Верховного совета СССР от 5 ноября 1943 года «за особые заслуги в деле обеспечения перевозок для фронта и народного хозяйства и выдающиеся достижения в восстановлении железнодорожного хозяйства в трудных условиях военного времени» Ефимову Ивану Ивановичу присвоено звание Героя Социалистического Труда с вручением ордена Ленина и Золотой медали «Серп и Молот».
Тем же Указом был награждён почётным званием Героя Социалистического Труда. Полный тёзка Ивана Ивановича Ефимова. Отличием между ними были их профессии — главный кондуктор и машинист.

## Награды
- Медаль «Серп и Молот»
- Орден Ленина